# 三魁镇
三魁镇，是中华人民共和国浙江省温州市泰顺县下辖的一个乡镇级行政单位。

## 行政区划
三魁镇下辖以下地区：
燕水路社区、张宅村、刘宅村、薛外村、庵前村、东垟底村、黄沙坑村、卢梨村、曲尺潭村、上武垟村、水车垟村、西岙村、下武垟村、夏家山村、秀溪边村、薛内村和戬州村。